# アル・ホーフォード
アルフレッド・ジョエル・ホーフォード・レイノーソ（Alfred Joel Horford Reynoso, 1986年6月3日 - ）は、ドミニカ共和国プエルト・プラタ州プエルト・プラタ出身のプロバスケットボール選手。ポジションはパワーフォワードまたはセンター。妻はモデルのアメリア・ベガ。

## 経歴

### 生い立ち
ドミニカ人初のNBA選手であるティト・ホーフォードを父に持つ。幼少の頃に両親は離婚し、ホーフォードは母とサントドミンゴに住んでいたが、14歳の時にバスケットボール選手になることを志し、父の待つアメリカに渡った。
グランドレッジ高校卒業後、フロリダ大学に進学。1年生から先発に起用され、2年目の2005-06シーズンのNCAAトーナメントでは11.8得点、10.0リバウンドのダブルダブルの成績でチームを牽引し、同校のトーナメント制覇に貢献、自身はファイナル4のオールトーナメントチーム（ベスト4に進んだチームから選ばれた5人の選手）に選出された。翌シーズンのNCAAトーナメントも勝ち進み、決勝ではオハイオ州立大学と対戦。ホーフォードは同校のスタープレイヤーグレッグ・オデンとマッチアップ、18得点、12リバウンドを記録して、チームのトーナメント連覇に貢献し、自身もファイナル4オールトーナメントチームに選ばれた。シーズン終了後、2007年のNBAドラフトにアーリーエントリーした。

### アトランタ・ホークス

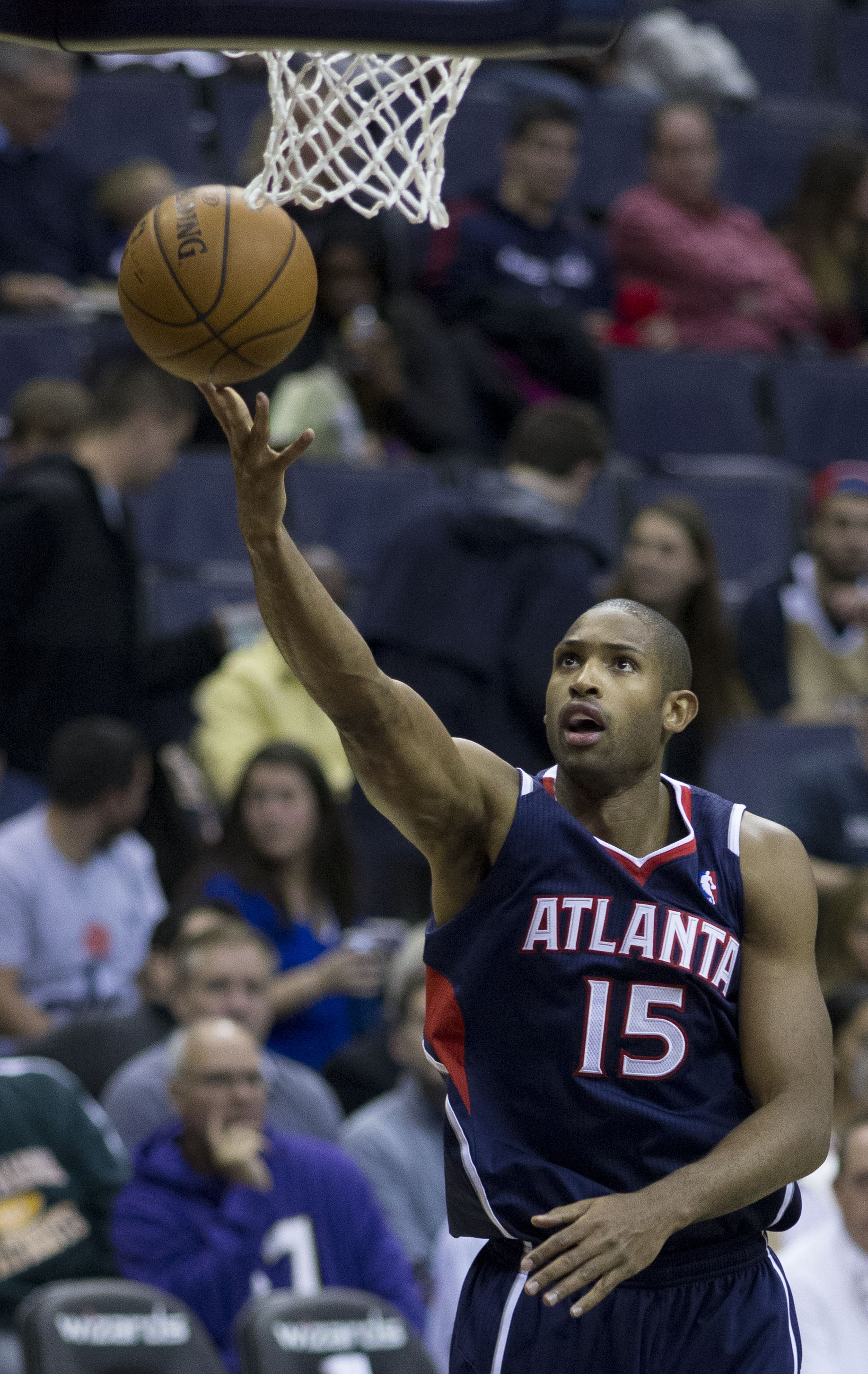
ホークス時代
（2013年）

ドラフトではアトランタ・ホークスから1巡目3位指名を受けてNBA入りを果たす。1位はグレッグ・オデン、2位はケビン・デュラントであった。この年のドラフトでは5人のフロリダ大ゲーターズの選手が指名を受け、ホーフォード、コーリー・ブリューワー、ジョアキム・ノアの3人が1巡目指名を受けた。
ルーキーイヤーの2007-08シーズンから先発に起用され、10.1得点、9.7リバウンドとダブルダブルに迫る成績を記録し、月間新人賞には4回選ばれた。新人王争いでは1位のケビン・デュラント545ポイントに対し、390ポイントで2位となり、受賞を逃した。このシーズンのプレイはホークスの9シーズンぶりのプレーオフ進出に大きな貢献を果たした。
2010年、2011年にはNBAオールスターゲームのリザーブに選ばれた
2012年1月11日、左肩に軽傷を負ったが、後に大胸筋の断裂であることが判明し、残りのシーズンを全休することになり、復帰はプレーオフ1st.ラウンドの第4戦となった。
2012-13シーズン、2013年2月27日のユタ・ジャズ戦でキャリアハイの34得点を記録し、2013-14シーズン、12月13日のワシントン・ウィザーズ戦では、オーバータイムにブザービーターを決めるなど、キャリアハイに並ぶ34得点を記録したが、12月26日、同様の故障を右大胸筋でも起こし、シーズン終了となる手術を受けた。
2015年1月13日、フィラデルフィア・セブンティシクサーズ戦で、20得点、10リバウンド、10アシストの、自身初めてとなるトリプル・ダブルを記録した
。
2015年のNBAオールスターゲームに、チームメートのジェフ・ティーグ、ポール・ミルサップと共にリザーブとして選ばれた。

### ボストン・セルティックス
2016年7月2日、ボストン・セルティックスと4年総額1億1300万ドルのマックス契約を結んだ。
2017-18シーズン、2018年2月5日のポートランド・トレイルブレイザーズとの対戦ではブザービーターで決勝点を決めた。2月18日に行われるNBAオールスターゲームに出場することが発表された。
2018-2019シーズンオフにプレイヤーオプションを破棄してFAとなった。

### フィラデルフィア・76ers
2019年7月1日にフィラデルフィア・76ersと4年総額1億900万ドルのマックス契約を結んだ。

### オクラホマシティ・サンダー
2020年11月19日にダニー・グリーンらとのトレードでオクラホマシティ・サンダーへ移籍した。28試合に先発出場して平均14.2得点、6.7リバウンドの成績を記録していたものの、再建中のチームにあって、若手選手に出場時間を与えて育てたいというチームの意向から、チームとの話し合いにより3月以降は出場せずにシーズンを終えた。

### セルティックス復帰
2021年6月18日にケンバ・ウォーカー、ドラフト指名権とのトレードで、モーゼス・ブラウンと共にかつて所属したセルティックスへ復帰した。2021-22シーズン、カンファレンスファイナル、ミルウォーキー・バックスとの第4戦でプレーオフでのキャリア最多となる30得点を記録。チームはファイナルに進出、ゴールデンステート・ウォリアーズとのファイナル第1戦では、レギュラーシーズンとプレーオフでの自己最多に並ぶ6本の3ポイントを決めるなど、26得点を記録して勝利した。第6戦でも4本の3ポイントを含む19得点を記録したが、2勝4敗で初のチャンピオン獲得はならなかった。
2023-24シーズン、クリスタプス・ポルジンギスの加入により、シックスマンとしてベンチスタートになることが増えた。3月15日のフェニックス・サンズとの対戦で、自己最多タイとなる6本の3ポイントを決めるなど、シーズン最多の24得点を記録した。プレイオフカンファレンス準決勝、クリーブランド・キャバリアーズとの第5戦において22得点、15リバウンド、5アシストを記録してカンファレンスファイナル進出に貢献、37歳を超える選手がプレイオフで20点、15リバウンド、5アシスト以上をマークしたNBA選手としては3人目となった（過去にカリーム・アブドゥル・ジャバー、レブロン・ジェームズが達成）。また、プレーオフで20得点・10リバウンド・5アシストに5本の3ポイントシュートを記録した選手としては37歳と347日でレブロン・ジェームズを抜いて最年長となった。カンファレンス決勝、インディアナ・ペイサーズとの第3戦でレギュラーシーズンとプレーオフを含めてキャリアハイ更新となる7本のスリーポイントを決めるなど、23得点を記録した。現役選手として優勝無しでのプレーオフ出場試合数は最多となる185試合と記録を更新中で、NBA歴代記録でもカール・マローンの持つ193試合優勝無しの記録に迫っていたが、ダラス・マーベリックスとのファイナル第5戦で186試合目にして初優勝を果たした。ドミニカ共和国国籍の選手の優勝はNBA史上初であった。また、初優勝までにプレーオフで出場した試合数186試合は、これまでゲイリー・ペイトンが持っていた152試合を上回って歴代最多となった。
2024-25シーズン、4月12日、レギュラーシーズン最終戦のシャーロット・ホーネッツ戦において、クリフォード・ロビンソン、ラシード・ウォレス、ブルック・ロペスに次いで、NBAで通算3ポイント成功数900本以上、ブロックショット1300本以上を記録した4番目の選手となった。プレイオフ1stラウンドのオーランド・マジックとの第3戦では、5つのブロックショットを記録、プレーオフで、38歳を超えるの選手が5本以上のブロックショットを記録したのは、カリーム・アブドゥル・ジャバーに次いで2人目となった。シーズン終了後FAとなった。

## プレースタイル
プロとしての意識が高く、極めて高いバスケットボールIQを持つ選手である。チームの為に攻守に自己を犠牲にしてプレーするなど、数字には表れない貢献度も高い。ダニー・エインジからは「全NBAチームのコーチが欲しい選手」と評価されるなど、首脳陣やチームメイトからの信頼度が高い。キャリアの初期はミドルジャンパーを得意とし、3ポイントを放つことはほとんど無かったが、キャリア中期以降3ポイントを放つようになると、3ポイントからも多くの得点を決めるようになった。

## 個人成績

### NBA

#### レギュラーシーズン
| シーズン     | チーム       | GP   | GS   | MPG  | FG%  | 3P%   | FT%   | RPG  | APG | SPG | BPG | PPG  |
| ------------ | ------------ | ---- | ---- | ---- | ---- | ----- | ----- | ---- | --- | --- | --- | ---- |
| 2007–08      | ATL          | 81   | 77   | 31.4 | .499 | .000  | .731  | 9.7  | 1.5 | .7  | .9  | 10.1 |
| 2008–09      | ATL          | 67   | 67   | 33.5 | .525 | .000  | .727  | 9.3  | 2.4 | .8  | 1.4 | 11.5 |
| 2009–10      | ATL          | 81   | 81   | 35.1 | .551 | 1.000 | .789  | 9.9  | 2.3 | .7  | 1.1 | 14.2 |
| 2010–11      | ATL          | 77   | 77   | 35.1 | .557 | .500  | .798  | 9.3  | 3.5 | .8  | 1.0 | 15.3 |
| 2011–12      | ATL          | 11   | 11   | 31.6 | .553 | .000  | .733  | 7.0  | 2.2 | .9  | 1.3 | 12.4 |
| 2012–13      | ATL          | 74   | 74   | 37.2 | .543 | .500  | .644  | 10.2 | 3.2 | 1.1 | 1.1 | 17.4 |
| 2013–14      | ATL          | 29   | 29   | 33.1 | .567 | .364  | .682  | 8.4  | 2.6 | .9  | 1.5 | 18.6 |
| 2014–15      | ATL          | 76   | 76   | 30.5 | .538 | .306  | .759  | 7.2  | 3.2 | .9  | 1.3 | 15.2 |
| 2015–16      | ATL          | 82   | 82   | 32.1 | .505 | .344  | .798  | 7.3  | 3.2 | .8  | 1.5 | 15.2 |
| 2016–17      | BOS          | 68   | 68   | 32.3 | .473 | .355  | .800  | 6.8  | 5.0 | .8  | 1.3 | 14.0 |
| 2017–18      | BOS          | 72   | 72   | 31.6 | .489 | .429  | .783  | 7.4  | 4.7 | .6  | 1.1 | 12.9 |
| 2018–19      | BOS          | 68   | 68   | 29.0 | .535 | .360  | .821  | 6.7  | 4.2 | .9  | 1.3 | 13.6 |
| 2019–20      | PHI          | 67   | 61   | 30.2 | .450 | .350  | .763  | 6.8  | 4.0 | .8  | .9  | 11.9 |
| 2020–21      | OKC          | 28   | 28   | 27.9 | .450 | .368  | .818  | 6.7  | 3.4 | .9  | .9  | 14.2 |
| 2021–22      | BOS          | 69   | 69   | 29.1 | .467 | .336  | .842  | 7.7  | 3.4 | .7  | 1.3 | 10.7 |
| 2022–23      | BOS          | 63   | 63   | 30.5 | .476 | .446  | .714  | 6.2  | 3.0 | .5  | 1.0 | 9.8  |
| 2023–24      | BOS          | 65   | 33   | 26.8 | .511 | .419  | .867  | 6.4  | 2.6 | .6  | 1.0 | 8.6  |
| 2024–25      | BOS          | 60   | 42   | 27.6 | .423 | .363  | .895  | 6.2  | 2.1 | .6  | .9  | 9.0  |
| 通算         | 通算         | 1138 | 1078 | 31.6 | .509 | .377  | .763  | 7.9  | 3.2 | .8  | 1.1 | 12.9 |
| オールスター | オールスター | 5    | 0    | 12.0 | .667 | .200  | 1.000 | 4.4  | 1.6 | .4  | .4  | 6.2  |

#### プレーオフ
| シーズン | チーム | GP  | GS  | MPG  | FG%  | 3P%   | FT%  | RPG  | APG | SPG | BPG | PPG  |
| -------- | ------ | --- | --- | ---- | ---- | ----- | ---- | ---- | --- | --- | --- | ---- |
| 2008     | ATL    | 7   | 7   | 39.6 | .472 | ---   | .741 | 10.4 | 3.6 | .4  | 1.0 | 12.6 |
| 2009     | ATL    | 9   | 9   | 28.0 | .424 | .000  | .667 | 5.8  | 2.0 | .7  | .7  | 6.9  |
| 2010     | ATL    | 11  | 11  | 35.3 | .523 | 1.000 | .839 | 9.0  | 1.8 | .7  | 1.7 | 14.6 |
| 2011     | ATL    | 12  | 12  | 39.0 | .423 | .000  | .769 | 9.6  | 3.5 | .4  | 1.0 | 11.3 |
| 2012     | ATL    | 3   | 2   | 36.0 | .588 | ---   | .750 | 8.3  | 2.7 | 1.3 | 1.3 | 15.3 |
| 2013     | ATL    | 6   | 6   | 36.3 | .494 | ---   | .667 | 8.8  | 3.0 | 1.0 | .8  | 16.7 |
| 2015     | ATL    | 16  | 16  | 32.6 | .507 | .222  | .750 | 8.6  | 3.7 | .8  | 1.4 | 14.4 |
| 2016     | ATL    | 10  | 10  | 32.7 | .466 | .393  | .938 | 6.5  | 3.0 | 1.2 | 2.4 | 13.4 |
| 2017     | BOS    | 18  | 18  | 33.9 | .584 | .519  | .759 | 6.6  | 5.4 | .8  | .8  | 15.1 |
| 2018     | BOS    | 19  | 19  | 35.7 | .544 | .349  | .827 | 8.3  | 3.3 | 1.0 | 1.2 | 15.7 |
| 2019     | BOS    | 9   | 9   | 34.4 | .418 | .409  | .833 | 9.0  | 4.4 | .4  | .8  | 13.9 |
| 2020     | PHI    | 4   | 3   | 32.0 | .480 | .000  | .571 | 7.3  | 2.3 | .3  | 1.3 | 7.0  |
| 2022     | BOS    | 23  | 23  | 35.4 | .523 | .480  | .778 | 9.3  | 3.3 | .8  | 1.3 | 12.0 |
| 2023     | BOS    | 20  | 20  | 30.9 | .386 | .298  | .750 | 7.2  | 3.0 | 1.1 | 1.7 | 6.7  |
| 2024     | BOS    | 19  | 15  | 30.3 | .478 | .368  | .636 | 7.0  | 2.1 | .8  | .8  | 9.2  |
| 2025     | BOS    | 11  | 9   | 31.6 | .472 | .400  | .857 | 6.0  | 1.8 | .6  | 1.3 | 8.0  |
| 通算     | 通算   | 197 | 189 | 33.7 | .493 | .391  | .775 | 7.9  | 3.2 | .8  | 1.2 | 11.9 |

### カレッジ
| シーズン | チーム   | GP  | GS  | MPG  | FG%  | 3P%  | FT%  | RPG | APG | SPG | BPG | PPG  |
| -------- | -------- | --- | --- | ---- | ---- | ---- | ---- | --- | --- | --- | --- | ---- |
| 2004-05  | フロリダ | 32  | 25  | 22.8 | .480 | ---  | .582 | 6.5 | .9  | .8  | 1.6 | 5.6  |
| 2005-06  | フロリダ | 39  | 39  | 25.9 | .608 | .000 | .611 | 7.6 | 2.0 | 1.0 | 1.7 | 11.3 |
| 2006-07  | フロリダ | 38  | 36  | 27.8 | .608 | .000 | .644 | 9.5 | 2.2 | .7  | 1.8 | 13.2 |
| 通算     | 通算     | 109 | 100 | 25.7 | .586 | .000 | .619 | 7.9 | 1.7 | .9  | 1.7 | 10.3 |